# .sh
.sh — национальный домен верхнего уровня для острова Святой Елены.